# Seymour Drescher
Seymour Drescher (geboren 1934) ist ein US-amerikanischer Historiker und emeritierter Professor für Geschichte an der University of Pittsburgh. Bekannt wurde er durch seine Arbeiten über den französischen Publizisten und Politiker Alexis de Tocqueville und über den Sklavenhandel, insbesondere durch sein 1977 erschienenes Werk Econocide.

## Leben
Seymour Drescher wurde 1934 im New Yorker Stadtbezirk Bronx als Sohn polnisch-jüdischer Eltern geboren. Seit 1962 lebt Drescher mit seiner Frau Ruth in Pittsburgh. 2018 entging er dort knapp dem Attentat in der Tree-of-Life-Synagoge.

## Akademische Laufbahn
Seymour Dreschers akademische Laufbahn begann 1959. Er konzentrierte sich in seiner Forschung zunächst auf Tocqueville, dessen Äußerungen zu Armutsproblemen, Sklaverei und Rasse er als Erster herausarbeitete.
Dreschers spätere historische Forschung beschäftigte sich vor allem mit der Geschichte von Sklaverei und Abolitionismus in der Westlichen Welt. Sein Buch Econocide setzte sich mit den Thesen des trinidadischen Historikers und Politikers Eric Eustace Williams auseinander, der in seinem Werk Capitalism and Slavery (1944) argumentiert hatte, dass der Abolitionismus erst nach dem wirtschaftlichen Niedergang von Britisch-Westindien (BWI) nach 1775 entstanden sei. Drescher konnte dagegen nachweisen, dass die auf Sklaverei basierende Wirtschaft von BWI bis mindestens 1815 profitabel arbeitete und dass der Abolitionismus im Gegensatz zu Williams’ Thesen tatsächlich erst deren Niedergang herbeiführte. Die Thesen von Williams und Drescher werden unter Historikern weiter kontrovers diskutiert.

## Auszeichnungen
- 2003 Frederick Douglass Book Prize des Gilder Lehrman Institute of American History, New York und des Gilder Lehrman Center for the Study of Slavery, Resistance, and Abolition at Yale University für The Mighty Experiment[7]

## Veröffentlichungen (Auswahl)
- Econocide. British Slavery in the Era of Abolition. University of Pittsburgh Press, Pittsburgh 1977. ISBN 978-0-8078-7179-9
- Capitalism and Antislavery. British Mobilization in Comparative Perspective. Oxford University Press, New York 1987. ISBN 0-19-520534-0
- From Slavery to Freedom. Comparative Studies in the Rise and the Fall of Atlantic Slavery. Palgrave Macmillan London, London 1999. ISBN 978-1-349-14876-9
- The Mighty Experiment. Free Labor versus Slavery in British Emancipation, Cambridge, Cambridge University Press, 2002. ISBN 0-19-509346-1
- Abolition. A History of Slavery and Antislavery. Cambridge University Press, New York 2009. ISBN 978-0-521-60085-9 bzw. ISBN 978-0-521-84102-3
- (Hrsg.)/Pieter C. Emmer (Hrsg.): Who abolished slavery. Slave revolts and abolitionism. A debate with Joao Pedro Marques. Berghahn, New York 2021 (European expansion & global interaction 8). ISBN 978-1-80073-005-2 bzw. ISBN 978-1-84545-636-8